# Episodi di Gunsmoke (diciannovesima stagione)
La diciannovesima stagione della serie televisiva Gunsmoke è andata in onda negli Stati Uniti dal 10 settembre 1973 al 1º aprile 1974 sulla CBS.
| nº | Titolo originale                     | Prima TV USA      | Titolo italiano | Prima TV Italia |
| -- | ------------------------------------ | ----------------- | --------------- | --------------- |
| 1  | Women for Sale (1)                   | 10 settembre 1973 |                 |                 |
| 2  | Women for Sale (2)                   | 17 settembre 1973 |                 |                 |
| 3  | Matt's Love Story                    | 24 settembre 1973 |                 |                 |
| 4  | The Boy and the Sinner               | 1º ottobre 1973   |                 |                 |
| 5  | The Widow-Maker                      | 8 ottobre 1973    |                 |                 |
| 6  | Kitty's Love Affair                  | 22 ottobre 1973   |                 |                 |
| 7  | The Widow and the Rogue              | 29 ottobre 1973   |                 |                 |
| 8  | A Game of Death...An Act of Love (1) | 5 novembre 1973   |                 |                 |
| 9  | A Game of Death...An Act of Love (2) | 12 novembre 1973  |                 |                 |
| 10 | Lynch Town                           | 19 novembre 1973  |                 |                 |
| 11 | The Hanging of Newly O'Brien         | 26 novembre 1973  |                 |                 |
| 12 | Susan Was Evil                       | 3 dicembre 1973   |                 |                 |
| 13 | The Deadly Innocent                  | 17 dicembre 1973  |                 |                 |
| 14 | The Child Between                    | 24 dicembre 1973  |                 |                 |
| 15 | A Family of Killers                  | 14 gennaio 1974   |                 |                 |
| 16 | Like Old Times                       | 21 gennaio 1974   |                 |                 |
| 17 | The Town Tamers                      | 28 gennaio 1974   |                 |                 |
| 18 | The Foundling                        | 11 febbraio 1974  |                 |                 |
| 19 | The Iron Blood of Courage            | 18 febbraio 1974  |                 |                 |
| 20 | The Schoolmarm                       | 25 febbraio 1974  |                 |                 |
| 21 | Trail of Bloodshed                   | 1º marzo 1974     |                 |                 |
| 22 | Cowtown Hustler                      | 11 marzo 1974     |                 |                 |
| 23 | To Ride a Yeller Horse               | 18 marzo 1974     |                 |                 |
| 24 | Disciple                             | 1º aprile 1974    |                 |                 |

## Women for Sale (1)
- Prima televisiva: 10 settembre 1973
- Diretto da: Vincent McEveety
- Scritto da: Jim Byrnes

### Trama
- Guest star: Larry D. Mann (Prichard), Ronald Manning (Hoxie), Gregory Sierra (Blue Jacket), Charles Seel (Josiah), James Whitmore (Fitzpatrick), Kathleen Cody (Cynthia), William Conrad (narratore), Lieux Dressler (Liz), Gil Escandon (Ten Bears), Dan Ferrone (Dan Ross), Nicholas Hammond (Britt), Sally Kemp (Rachel), Dawn Lyn (Marcy), Shani Wallis (Stella)

## Women for Sale (2)
- Prima televisiva: 17 settembre 1973
- Diretto da: Vincent McEveety
- Scritto da: Jim Byrnes

### Trama
- Guest star: Larry D. Mann (Prichard), Dawn Lyn (Marcy), Gregory Sierra (Blue Jacket), Charles Seel (Josiah), Nicholas Hammond (Britt), James Whitmore (Fitzpatrick), Kathleen Cody (Cynthia), William Conrad (narratore), Lieux Dressler (Liz), Dan Ferrone (Dan Ross), Sally Kemp (Rachel), Shani Wallis (Stella)

## Matt's Love Story
- Prima televisiva: 24 settembre 1973
- Diretto da: Gunner Hellström
- Scritto da: Ron Bishop

### Trama
- Guest star: Jonathan Lippe (Monte Rupert), Victor French (Les Dean), William Schallert (giudice Ray Cordelius), Richard Lundin (Canoot), Michael Learned (Mike Yardner), Keith Andes (Hasty Starcourt), Steve Defrance (Mio), Neil Summers (uomo)

## The Boy and the Sinner
- Prima televisiva: 1º ottobre 1973
- Diretto da: Bernard McEveety
- Scritto da: Hal Sitowitz

### Trama
- Guest star: Victor Izay (Bull), Florida Friebus (Mrs. Travers), Warren Vanders (Otis Miller), Ken Lynch (Jess Bradman), Read Morgan (Jack Beaver), Ron Moody (Noah Beal), John Crawford (Hugh Eaton), Hal Baylor (Boomer), Vincent Van Patten (Colby Eaton)

## The Widow-Maker
- Prima televisiva: 8 ottobre 1973
- Diretto da: Bernard McEveety
- Scritto da: Paul F. Edwards

### Trama
- Guest star: Hank Patterson (Hank Miller), David Huddleston (Dad Goodpastor), Ted Jordan (Nathan Burke), Randolph Roberts (Kid Charma), Rand Bridges (Deak Towler), Don Carter (ragazzo), James Chandler (predicatore), J. R. Clark (Sundog Wheeler), Steve Forrest (Scott Coltrane), Jerry Gatlin (Buck Lennart), Barra Grant (Teresa), Glenn Strange (Sam Noonan)

## Kitty's Love Affair
- Prima televisiva: 22 ottobre 1973
- Diretto da: Vincent McEveety
- Soggetto di: Joan E. Gessler, Susan Kotar

### Trama
- Guest star: Jack Perkins (commesso viaggiatore), Geoff Parks (Zeke), Leonard Stone (Corley Deems), Paul Picerni (Grimes), Rick Hurst (Mayhew), Gerald McRaney (Lonnie Colby), James Almanzar (Clel), Virginia Baker (Mrs. Colby), Rayford Barnes (Dowel), Woody Chambliss (Woody Lathrop), Phil Chambers (Hank), Don Keefer (Turner), Pete Kellett (Curt), Richard Kiley (Will Stambridge), Kenneth Konopka (capostazione), Ed Long (Morg), Del Monroe (Coots), Charles Wagenheim (Joshua Halligan)

## The Widow and the Rogue
- Prima televisiva: 29 ottobre 1973
- Diretto da: Bernard McEveety
- Soggetto di: Paul Savage, Harvey Marlowe

### Trama
- Guest star: Clay O'Brien (Caleb Cunningham), Richard Lundin (conducente della diligenza), James Stacy (J.J. Honegger), Paul Sorenson (coltivatore), Beth Brickell (Martha Cunningham), Helen Page Camp (donna), Walker Edmiston (capostazione), Monika Svensson (figlia)

## A Game of Death...An Act of Love (1)
- Prima televisiva: 5 novembre 1973
- Diretto da: Gunner Hellström
- Scritto da: Paul F. Edwards

### Trama
- Guest star: Ivan Naranjo (Renegade), Donna Mills (Cora Sanderson), Garry Walberg (Dekker), John Pickard (capitano Sykes), Paul Stevens (Cicero Wolfe), Michael Learned (May Lassiter), Whitney Blake (Lavinia Sanderson), X Brands (Renegade Indian), Owen Bush (ufficiale pubblico), Howard Culver (Howie Uzzell), Ted Jordan (Nathan Burke), Glenn Strange (Sam Noonan), Geoffrey Horne (tenente Briggs), Morgan Woodward (Bear Sanderson)

## A Game of Death...An Act of Love (2)
- Prima televisiva: 12 novembre 1973
- Diretto da: Gunner Hellström
- Scritto da: Paul F. Edwards

### Trama
- Guest star: Glenn Strange (Sam Noonan), John Pickard (capitano Sykes), Garry Walberg (Dekker), Herb Vigran (giudice Brooker), Paul Stevens (Cicero Wolfe), Michael Learned (May Lassiter), Whitney Blake (Lavinia Sanderson), X Brands (Renegade Indian), Owen Bush (ufficiale pubblico), Geoffrey Horne (tenente Briggs), Ted Jordan (Nathan Burke), Donna Mills (Cora Sanderson), Ivan Naranjo (Renegade), Hank Patterson (Hank Miller), Morgan Woodward (Bear Sanderson)

## Lynch Town
- Prima televisiva: 19 novembre 1973
- Diretto da: Bernard McEveety
- Soggetto di: Joann Carlino, Anne Snyder

### Trama
- Guest star: Nancy Jeris (Kate Geer), Julie Cobb (Minnie Nolen), Ken Swofford (Jake Fielder), Warren J. Kemmerling (sceriffo Ridder), Mitch Vogel (Rob Fiedler), Norman Alden (Tom Hart), Scott Brady (John King), David Wayne (giudice Warfield)

## The Hanging of Newly O'Brien
- Prima televisiva: 26 novembre 1973
- Diretto da: Alf Kjellin
- Scritto da: Calvin Clements Sr.

### Trama
- Guest star: Arthur Malet (anziano), Rusty Lane (nonno), Walter Scott (John), Jessamine Milner (nonna), Billie Bird (anziana), Jan Burrell (Anna), Billy Green Bush (Kermit), Debbie Dozier (Ronda), Donald Elson (coltivatore Buey), Bobby Hall (Adrian), Erica Hunton (bambina), Ted Jordan (Nathan Burke), Glenn Strange (Sam Noonan), James Van Patten (Tim)

## Susan Was Evil
- Prima televisiva: 3 dicembre 1973
- Diretto da: Bernard McEveety
- Scritto da: William Keys

### Trama
- Guest star: James Gammon (Dudley), Robert Brubaker (Glenn Murphy), Kathleen Nolan (Nellie), Art Lund (Norman Boswell), George DiCenzo (Newt), Henry Olek (Sam)

## The Deadly Innocent
- Prima televisiva: 17 dicembre 1973
- Diretto da: Bernard McEveety
- Scritto da: Calvin Clements Sr.

### Trama
- Guest star: Ted Jordan (Nathan Burke), Erica Hunton (Annie), Herb Vigran (giudice Brooker), William Shriver (Croons), Denny Arnold (Slim), Charles Dierkop (Barnett), Jack Garner (Pete), Russell Wiggins (Billy)

## The Child Between
- Prima televisiva: 24 dicembre 1973
- Diretto da: Irving J. Moore
- Scritto da: Harry Kronman

### Trama
- Guest star: Pete Kellett (Hidecutter), Bill Hart (Hidecutter), Alexandra Morgan (Makesha), Eddie Little Sky (Goriko), John Dierkes (Dahoma), Sam Groom (Lew Harrod), Alex Sharp (Hidecutter)

## A Family of Killers
- Prima televisiva: 14 gennaio 1974
- Diretto da: Gunner Hellström
- Scritto da: William Keys

### Trama
- Guest star: Frank Corsentino (Jacob), Anthony Caruso (Elton Sutterfield), Stuart Margolin (Brownie Sutterfield), George Keymas (Tobin), Mills Watson (Crazy Charley Sutterfield), Glenn Corbett (Marshal Bob Hargraves), Zina Bethune (Jonnalee Simpson), Morgan Paull (Ham)

## Like Old Times
- Prima televisiva: 21 gennaio 1974
- Diretto da: Irving J. Moore
- Scritto da: Richard Fielder

### Trama
- Guest star: Victor Izay (Bull), Ted Jordan (Nathan Burke), Nehemiah Persoff (Ben Rando), Richard Lundin (conducente della diligenza), Daniel J. Travanti (Aaron Barker), Roy Roberts (Botkin), Hal Bokar (Clay), Tom Brown (Ed O'Connor), Robert Brubaker (Floyd), Rhodie Cogan (Mrs. Hopewell), Gloria DeHaven (Carrie Louise Thompson), Charles Haid (Lem Hargis), Charles Wagenheim (Joshua Halligan)

## The Town Tamers
- Prima televisiva: 28 gennaio 1974
- Diretto da: Gunner Hellström
- Scritto da: Paul Savage

### Trama
- Guest star: Sean McClory (Sham), Kay E. Kuter (McCurdy), Larry Randles (Texan Rider), Don Megowan (Michael), Julie Bennett (Kate), Jean Allison (Martha Vail), Mary Betten (coltivatore's Wife), Ed Call (coltivatore), James Chandler (predicatore), Jim Davis (Marshal Luke Rumbaugh), Ike Eisenmann (Caleb), Leo Gordon (Badger), Rex Holman (Aikens), James Jeter (Barker), Clay Tanner (Texan Leader)

## The Foundling
- Prima televisiva: 11 febbraio 1974
- Diretto da: Bernard McEveety
- Scritto da: Jim Byrnes

### Trama
- Guest star: Don Collier (Eli Baines), Woody Chambliss (Woody Lathrop), Ted Jordan (Nathan Burke), Dran Hamilton (Agnes Graham), Donald Moffat (Joseph Graham), Kay Lenz (Lettie Graham), Bonnie Bartlett (Maylee Baines), Robert Brubaker (Floyd il barista), Jerry Hardin (Bob Ranger)

## The Iron Blood of Courage
- Prima televisiva: 18 febbraio 1974
- Diretto da: Gunner Hellström
- Scritto da: Ron Bishop

### Trama
- Guest star: Robert Karnes (Chandler), Mariette Hartley (Ellie Talley), Lloyd Nelson (Morris), John Milford (Hutchinson), Bing Russell (Rolfing), Lloyd Bochner (Colie Burdette), John Baer (Nichols), Eric Braeden (William Talley), Patti Cohoon (Ronilou Talley), Míriam Colón (Mignon Anderson), Gene Evans (Shaw Anderson), Jerry Gatlin (Toey), Elizabeth Harrower (Mrs. O'Roarke), Nick Ramus (Lynit)

## The Schoolmarm
- Prima televisiva: 25 febbraio 1974
- Diretto da: Bernard McEveety
- Scritto da: Dick Nelson

### Trama
- Guest star: Janet Nichols (Mary Beth), Kevin McEveety (Thomas), Scott Walker (Stokes), Charlotte Stewart (Sarah Merkle), Howard Culver (Howie Uzzell), Todd Lookinland (Lester Pruitt), Lin McCarthy (Carl Pruitt), Laura Nichols (Eliza)

## Trail of Bloodshed
- Prima televisiva: 1º marzo 1974
- Diretto da: Bernard McEveety
- Soggetto di: Earl W. Wallace

### Trama
- Guest star: Nina Roman (Rita), Larry Pennell (John Woolfe), Tom Simcox (Rance Woolfe), Kurt Russell (Buck Henry Woolfe), Read Morgan (barista), Janit Baldwin (Joanie Brodie), Harry Carey, Jr. (Amos Brody), Woody Chambliss (Woody Lathrop), Gloria Dixon (Lady Card Dealer), Craig Stevens (giocatore)

## Cowtown Hustler
- Prima televisiva: 11 marzo 1974
- Diretto da: Gunner Hellström
- Scritto da: Jim Byrnes

### Trama
- Guest star: Chuck Hicks (Turner), Dabbs Greer (Joe Bean), Richard O'Brien (Adam Kearney), Jonathan Lippe (Dave Rope), Jack Albertson (Moses Darby), Henry Beckman (Thaddeus McKay), Nellie Bellflower (Sally), Lew Brown (Beeton), John Davis Chandler (Willie Thompson), Robert Swan (Cox)

## To Ride a Yeller Horse
- Prima televisiva: 18 marzo 1974
- Diretto da: Vincent McEveety
- Scritto da: Calvin Clements Sr.

### Trama
- Guest star: Louise Latham (Joan Shepherd), Elizabeth Harrower (Mrs. O'Roarke), Simon Scott (Mr. Rogers), Tom Leopold (Chester), Parker Stevenson (Steven Rogers), John Reilly (Orlo), Kathleen Cody (Anna May), Herb Vigran (giudice Brooker)

## Disciple
- Prima televisiva: 1º aprile 1974
- Diretto da: Gunner Hellström
- Scritto da: Shimon Wincelberg

### Trama
- Guest star: Dennis Redfield (Lem Rawlins), Paul Picerni (New Marshal), Charles Wagenheim (Joshua Halligan), Charles Seel (Barney Danches), Robert Phillips (Bill Jim), R.L. Armstrong (Ransom), Claire Brennen (Sissy), Woody Chambliss (Woody Lathrop), Robert Brubaker as, Bobby Clark (Junior), Ted Jordan (Nathan Burke), David Huddleston (Asa), Frank Marth (Loveday), Marco St. John (Darcy)